# Parmenonta lenticula
Parmenonta lenticula är en skalbaggsart som beskrevs av Maria Helena M. Galileo och Martins 2006. Parmenonta lenticula ingår i släktet Parmenonta och familjen långhorningar.
Artens utbredningsområde är Paraguay. Inga underarter finns listade i Catalogue of Life.